# Фишер, Эдуард (дирижёр)
Эдуард Фишер (нем. Eduard Fischer; 24 ноября 1930, Прага — 22 февраля 1993, Прага) — чешский дирижёр и  и музыкальный педагог. Отец скрипача Павела Фишера.
Учился игре на скрипке у Милослава Садло и Йозефа Мички, затем в 1950—1954 гг. изучал дирижирование в Академии музыкальных искусств, где среди его учителей были Вацлав Нойман и Вацлав Сметачек. Руководил несколькими любительскими коллективами. В 1956 г. получил третью премию на Безансонском конкурсе молодых дирижёров.
В 1957—1969 гг. возглавлял Симфонический оркестр Готвальдовского края, внёс большой вклад в профессионализацию коллектива и расширение репертуара, руководил первыми международными гастролями оркестра (Венгрия, Польша, ГДР, Румыния). В 1968—1969 гг. дирижёр Армейского художественного ансамбля Чехословацкой народной армии. Одновременно в 1965—1979 гг. возглавлял ансамбль «Пражские камерные солисты». В 1974 г. основал и в течение 10 лет руководил Жилинским камерным оркестром. Оставил ряд записей, преимущественно произведения современных чешских композиторов, а также Бориса Тищенко и Сергея Слонимского.
В 1982—1988 гг. преподавал дирижирование в Академии музыкальных искусств, автор учебника (чеш. Příspěvek k teorii dirigování; 1993). Написал несколько камерных сочинений.